# HOXB7
HOXB7 (англ. Homeobox B7) – білок, який кодується однойменним геном, розташованим у людей на короткому плечі 17-ї хромосоми. Довжина поліпептидного ланцюга білка становить 217 амінокислот, а молекулярна маса — 24 015.
| 10         |  | 20         |  | 30         |  | 40         |  | 50         |
| ---------- |  | ---------- |  | ---------- |  | ---------- |  | ---------- |
| MSSLYYANTL |  | FSKYPASSSV |  | FATGAFPEQT |  | SCAFASNPQR |  | PGYGAGSGAS |
| FAASMQGLYP |  | GGGGMAGQSA |  | AGVYAAGYGL |  | EPSSFNMHCA |  | PFEQNLSGVC |
| PGDSAKAAGA |  | KEQRDSDLAA |  | ESNFRIYPWM |  | RSSGTDRKRG |  | RQTYTRYQTL |
| ELEKEFHYNR |  | YLTRRRRIEI |  | AHTLCLTERQ |  | IKIWFQNRRM |  | KWKKENKTAG |
| PGTTGQDRAE |  | AEEEEEE    |  |            |  |            |  |            |

A: Аланін

C: Цистеїн

D: Аспарагінова кислота

E: Глутамінова кислота

F: Фенілаланін

G: Гліцин

H: Гістидин

I: Ізолейцин

K: Лізин

L: Лейцин

M: Метіонін

N: Аспарагін

P: Пролін

Q: Глутамін

R: Аргінін

S: Серин

T: Треонін

V: Валін

W: Триптофан

Кодований геном білок за функцією належить до білків розвитку. 
Задіяний у таких біологічних процесах, як транскрипція, регуляція транскрипції. 
Білок має сайт для зв'язування з ДНК. 
Локалізований у ядрі.